# Mezarkabul
Mezarkabul ist eine türkische Heavy-Metal-Band. Sie gilt als Wegbereiterin der Metal-Szene dort und ist kommerziell erfolgreich. Das Quintett aus Istanbul konnte auch außerhalb ihres Heimatlandes einige Erfolge erzielen. Mezarkabul singen hauptsächlich in Englisch, einige Alben enthalten jedoch auch Songs mit türkischen Texten. In ihrer Musik verbinden sie Heavy-Metal mit orientalischen Einflüssen.

## Bandname
Mezarkabul bedeutet so viel wie ‚Grabesakzeptanz‘ oder ‚Akzeptieren des Todes‘. Dieser Bandname, oft mit dem Anhang a.k.a. Pentagram versehen, wird ausschließlich für Aktivitäten außerhalb der Türkei verwendet, da bereits eine andere Band mit dem Namen Pentagram existiert. In der Türkei nennt sich die Band weiterhin schlicht Pentagram.
Die Band sah sich in der Türkei wegen des Namens, wegen der damals ungewohnten Musik und der meist schwarzen Kleidung immer wieder mit Vorwürfen des Satanismus konfrontiert. Die Band stritt dies jedoch immer ab und es sind auch in den Texten keinerlei Hinweise dafür zu finden.

## Bandgeschichte

### Anfänge 1987–1990
Mezarkabul wurde 1986 durch den Gitarristen Hakan Utangaç und den Schlagzeuger Cenk Ünnü unter dem Namen Pentagram gegründet. 1987 stießen Bassist Tarkan Gözübüyük und Gitarrist Ümit Yılbar zur Band und bildeten die Grundformation. Als Sänger agierte Gökhan Semiz. In den Anfangsjahren spielten Pentagram Thrash Metal/Speed Metal und sangen ausschließlich in Englisch, was in der Türkei neu war. Nach einigen Auftritten trennten sich die Wege der Bandmitglieder und Ümit Yılbar. Sein Nachfolger wurde Murat Net.

### Erste Alben 1990–1997
1990 erschien das englischsprachige Debütalbum mit dem neuen Sänger Bartu Toptaş, welches den Bandnamen trug: Pentagram. Insbesondere die Songs Rotten Dogs und Powerstage waren Hits in der Szene und werden heute noch an jedem Konzert gespielt. Pentagram war eines der ersten Metallalben einer türkischen Band und erreichte gute Verkaufszahlen. Es folgten etliche Konzertauftritte in der Türkei.
Nachdem Sänger Bartu Toptaş die Band verlassen hatte, wurde 1992 mit seinem Nachfolger Ogün Sanlısoy das zweite Album Trail Blazer lanciert. An der Leadgitarre spielte Demir Demirkan für Murat Net. Aus dem Album stechen die Songs Secret Misile und Vita es Morte hervor. Zu Secret Misile wurde erstmals ein Videoclip gedreht. Es folgte eine ausgedehnte Tournee. Nuclear Blast brachte das Album auch in Europa auf den Markt. Die Metalballade Fly Forever wurde im Nachhinein dem ehemaligen Gitarristen Ümit Yılbar gewidmet, der 1993 in seinem Militärdienst umgekommen war.

### Erfolge 1997–2002
Demir Demirkan verließ 1995 die Band um in die USA zu gehen. Mit dem neuen Sänger Murat Ilkan begannen die Arbeiten am nächsten Album Anatolia, welches 1997 erschien. Murat Ilkan besuchte in Izmir das Konservatorium. Mit seiner über vier Oktaven reichenden Stimme prägt er seither maßgeblich den Sound der Band. Nach zwei Jahren stieg Gitarrist Demir Demirkan wieder in die Band ein. Das Album wurde kurz nach der Veröffentlichung durch Century Media auch außerhalb der Türkei vertrieben (unter dem Bandnamen Pentagram). Es verkaufte sich über 100.000 Mal und gilt als eines der erfolgreichsten der Bandgeschichte.
Mit Anatolia kamen Pentagram weg vom Thrash Metal/Speed Metal und von rein englischen Texten. Auf dem Album, das dem Heavy Metal zuzuordnen ist, befinden sich auch drei türkischsprachige Songs. Neu war auch, dass die Band erstmals orientalische Klänge in die Songs einfließen ließ. Zum Titelsong Anatolia wurde ein Videoclip gedreht. Er ist in zwei Versionen, Englisch und Türkisch, vertreten. Erstmals befindet sich auch eine Ballade (Sonsuz) mit rein akustischen Instrumenten auf einem Pentagram/Mezarkabul-Album. Es fällt auf, dass die Aufnahmequalität auf Anatolia im Vergleich zu den zwei ersten Alben deutlich verbessert werden konnte. Die Band gab in der folgenden Zeit etliche Konzerte in ihrem Heimatland.
An einem Open-Air-Gig 1997 wurden Mitschnitte für ein Livealbum gemacht, welches 1998 erschien und den Titel Popçular dışarı trug. Nach diesem Album verließ Demir Demirkan die Band, um sich seiner Solokarriere zu widmen. Er wurde temporär durch Onur Pamukçu ersetzt.
Im Jahre 2000 begannen die Arbeiten an einem neuen Studioalbum. Der Gitarrist Metin Türkcan ersetzte Onur Pamukçu. Die Aufnahmen zum vierten Studioalbum erfolgten in den Sierra Studios in Griechenland, das Finish im bandeigenen Studio in Istanbul. Das Album mit dem Titel Unspoken erschien 2001 in zwei verschiedenen Versionen. Die Version für die Türkei trägt den ursprünglichen Bandnamen Pentagram auf dem Cover, die Version für den europäischen Markt, unter dem Label Sanctuary Records erschienen, den Namen Mezarkabul. Die Namensänderung war nötig, da es bereits eine andere Band namens Pentagram gab. Die Produktion von Unspoken erhielt inner- und außerhalb der Türkei gute Kritiken. Es verkaufte sich kurz nach der Veröffentlichung über 50.000 Mal. Alle Songs sind auf Englisch.
2002 erschien das Album Bir mit ausschließlich türkischen Texten. Es wurde nur in der Türkei verkauft. Obwohl Mezarkabul in den folgenden Jahren weitere Konzerte gab und Fernseh- und Festivalauftritte hatte, erschien längere Zeit kein weiteres Album mehr.

### Die DVD 2008
Anlässlich des 20-jährigen Jubiläums gab die Band am 4. Februar 2007 ein Konzert vor tausenden Fans im Bostanci Gösteri Merkezi, bei dem auch Filmaufnahmen gemacht wurden. 2008 erschien die aufwändig produzierte Musik-DVD mit dem Namen Pentagram 1987 unter dem Label von Sony Music. Sie beinhaltet neben dem Konzert auch Fotos der Band und ihrer Mitglieder, Zusammenschnitte der Konzertvorbereitungen sowie in einem versteckten Bonusteil weitere Konzertaufnahmen von einem anderen Festivalauftritt. Gleichzeitig erschien auch eine Live-CD mit demselben Titel (Pentagram 1987). Am 27. Juli 2008 stand Mezarkabul als Vorgruppe gemeinsam mit Metallica im Ali Sami Yen Stadion vor über 40.000 Zuschauern auf der Bühne.

### MMXII
Mitte Mai 2010 gab der Sänger Murat Ilkan bekannt, dass er an Multiple Sklerose erkrankt sei und deshalb die Band verlassen werde. Nur knapp einen Monat später, am 25. Juni 2010 fand im Inönü-Stadion im Rahmen des Sonisphere Festivals vor 40.000 Zuschauern sein Abschiedskonzert statt. Einige Tage vor dem Konzert stellte Mezarkabul auf ihrer Homepage Gökalp Ergen als neuen Sänger der Band vor. Ergen sang zuvor bei der türkischen Rockgruppe The Climb.
Am 5. Juli 2011 erschien die Single Wasteland als Vorläufer zum Studioalbum MMXII, welches am 27. April 2012 erschien. Mit dem Wechsel des Sängers erfolgte auch eine musikalische Veränderung. Stilistisch ist das erste Studioalbum der Band seit zehn Jahren insgesamt weicher ausgefallen als seine Vorgänger.
2014 erschien eine Live CD & DVD des Albums „MXXII“ mit Aufnahmen aus diversen Konzerten.

### Pentagram Akustik
Zum 30-Jahr-Jubiläum der Band erschien am 3. März 2017 ein Akustik-Album, welches schlicht „Pentagram Akustik“ heißt und eine Auswahl von 11 neu arrangierten Mezarkabul-Songs enthält. Bei einigen Songs auf dem Album wirkten auch ehemalige Bandmitglieder wie Ogün Sanlisoy, Demir Demirkan und Murat Ilkan mit. 2017/2018 gab die Band meist ausverkaufte Konzerte in der Türkei und trat selten zuvor in ihrer Karriere so oft auf. Mezarkabul a.k.a. Pentagram fanden mit ihrem Akustik-Album und ihrem Bandjubiläum auch in den Medien große Beachtung.

## Aktivitäten außerhalb der Türkei
Neben guten Kritiken in Fachmagazinen und den auch in Europa erschienenen Alben Trail Blazer, Anatolia und Unspoken konnten Mezarkabul einige Konzerte in Dänemark, Deutschland und Griechenland spielen. Einer der größten Erfolge ist sicherlich der Auftritt am Wacken Open Air 2002, welches als eines der größten Heavy Metal Festivals der Welt gilt.
Mit Club-Konzerten in Bochum und in Wien traten Mezarkabul im Mai 2018 nach langer Zeit wieder außerhalb der Türkei auf.

## Diskografie

### Studioalben
- 1990: Pentagram
- 1992: Trail Blazer
- 1997: Anatolia
- 2001: Unspoken
- 2002: Bir
- 2012: MMXII
- 2017: Akustik
- 2022: Makina Elektrika

### Livealben
- 1991: Live at the Trail (Demo)
- 1998: Popçular Dışarı
- 2008: Pentagram 1987 (DVD)
- 2014: Pentagram Live MMXIV (DVD)

### Singles
| - 1990: Rotten Dogs - 1990: Powerstage - 1992: Secret Missile - 1992: Vita es Morte - 1992: Brain on the Wall - 1992: Fly Forever - 1995: Endişe-i muhabbet (mit Grup Vitamin) - 1997: Anatolia - 1997: 1000 in the Eastland - 1997: Time - 1998: Behind the Veil - 1998: Welcome the End - 1998: 999 - 2001: Unspoken - 2001: Lions in a Cage - 2001: In Esir Like an Eagle | - 2001: For the One Unchanging - 2001: For Those Who Died Alone - 2002: Bir - 2002: Tigris - 2002: Ölümlü - 2002: Şeytan Bunun Neresinde - 2008: Gordions Knot/We Come from Nowhere - 2011: Wasteland - 2012: Geçmişin Yükü - 2012: Apokalips - 2017: Gündüz Gece - 2017: Sonsuz - 2020: Bu Düzen Yıkılsın - 2021: Sur - 2021: Pride |

Quelle: